# Pramyszówka
Pramyszówka (Praomys) – rodzaj ssaków z podrodziny myszy (Murinae) w obrębie rodziny myszowatych (Muridae).

## Rozmieszczenie geograficzne
Rodzaj obejmuje gatunki występujące w Afryce.

## Morfologia
Długość ciała (bez ogona) 80–143 mm, długość ogona 100–174 mm, długość ucha 13–22 mm, długość tylnej stopy 19–31 mm; masa ciała 21–73 g.

## Systematyka
Rodzaj zdefiniował w 1915 roku angielski zoolog Oldfield Thomas w artykule zatytułowanym Lista ssaków (z wyłączeniem Ungulata) zebranych w Górnym Kongo przez dr Christy’ego dla Congo Museum w Tervueren, opublikowanym w czasopiśmie „The Annals and magazine of natural history”. Gatunkiem typowym jest (oryginalne oznaczenie) pramyszówka gwinejska (P. tullbergi)

### Etymologia
- Praomys: gr. πραος praos ‘łagodny, delikatny’[8]; μυς mus, μυος muos ‘mysz’[9].
- Berberomys: Berbera, Somalia; gr. μυς mus, μυoς muos ‘mysz’[2]. Gatunek typowy (oryginalne oznaczenie): †Praomys skouri Jaeger, 1975.

### Podział systematyczny
Do rodzaju należą następujące występujące współcześnie gatunki:
| Grafika | Gatunek           | Autor i rok opisu                         | Nazwa zwyczajowa        | Podgatunki         | Rozmieszczenie geograficzne | Podstawowe wymiary                               | Status IUCN |
| ------- | ----------------- | ----------------------------------------- | ----------------------- | ------------------ | --- | ------------------------------------------------ | ----------- |
|         | Praomys degraaffi | van der Straeten & Kerbis Peterhans, 1999 | pramyszówka górska      | gatunek monotypowy | Wielki Rów Zachodni od południowo-zachodniej Ugandy do południowo-zachodniego Burundi; zakres wysokości: powyżej 1800 m n.p.m.                                                                   | DC: 9,2–12,4 cm DO: 11,5–15,1 cm MC: 28–64 g     | LC          |
|         | Praomys jacksoni  | (de Winton, 1897)                         | pramyszówka równikowa   | gatunek monotypowy | tropikalna Afryka od Nigerii na wschód do Kenii, na południe do północnej Angoli i Zambii; zakres wysokości: do 3000 m n.p.m.                                                                    | DC: 9,4–13,1 cm DO: 12,5–16,8 cm MC: 21–59 g     | LC          |
|         | Praomys minor     | Hatt, 1934                                | pramyszówka najmniejsza | gatunek monotypowy | Demokratyczna Republika Konga (rozproszone populacje na południe i zachód od rzeki Kongo) i północno-zachodnia Zambia (Mwinilunga); zakres wysokości: do 1500 m n.p.m.                           | DC: 8–11,8 cm DO: 10,2–14,5 cm MC: około 26 g    | LC          |
|         | Praomys mutoni    | van der Straeten & Dudu, 1990             | pramyszówka rzeczna     | gatunek monotypowy | endemit Demokratycznej Republiki Konga: wzdłuż obu brzegów środkowo-górnego biegu rzeki Kongo; zakres wysokości: 369–497 m n.p.m.                                                                | DC: 11–13,9 cm DO: 11,3–17,1 cm MC: 31–57 g      | NT          |
|         | Praomys daltoni   | (O. Thomas, 1892)                         | pramyszówka sahelska    | gatunek monotypowy | Afryka Zachodnia od Senegalu na wschód do północno-zachodniego Sudanu Południowego; odosobnione zapisy w północno-wschodnim Mali, środkowym Czadzie i południowej Republice Środkowoafrykańskiej | DC: 9,8–13,3 cm DO: 10,7–14,2 cm MC: 24–66 g     | LC          |
|         | Praomys tullbergi | (O. Thomas, 1894)                         | pramyszówka gwinejska   | gatunek monotypowy | górne gwinejskie lasy od południowo-wschodniej Gwinei na wschód do Ghany, na zachód od rzeki Wolta; zakres wysokości: około 1200 m n.p.m.                                                        | DC: 10,8–13,1 cm DO: 11,5–15,3 cm MC: 28–54 g    | LC          |
|         | Praomys misonnei  | van der Straeten & Dieterlen, 1987        | pramyszówka wyżynna     | gatunek monotypowy | tropikalna Afryka od Ghany (rzeka Wolta) na południe do Gabonu, na wschód do południowo-zachodniej Kenii (las Kakamaga); zakres wysokości: 500–1650 m n.p.m.                                     | DC: 8,9–12,3 cm DO: 11,3–16,3 cm MC: brak danych | LC          |
|         | Praomys rostratus | (G.S. Miller, 1900)                       | pramyszówka dżunglowa   | gatunek monotypowy | tropikalna Afryka Zachodnia od Senegalu (Basse Casamance) do granicy iworyjsko-ghanijskiej; zakres wysokości: do 1300 m n.p.m.                                                                   | DC: 10,9–14,7 cm DO: 12,4–17,1 cm MC: 31–73 g    | LC          |
|         | Praomys coetzeei  | van der Straeten, 2008                    | pramyszówka angolska    | gatunek monotypowy | endemit Angoli: północno-zachodnia część, być może również północno-wschodnia | DC: 9–14 cm DO: 12,3–16,3 cm MC: brak danych     | DD          |
|         | Praomys petteri   | van der Straeten, Lecompte & Denys, 2003  | pramyszówka nizinna     | gatunek monotypowy | Afryka Środkowa od rzeki Sanaga (Kamerun) na wschód do rzeki Ubangi (Republika Środkowoafrykańska), na południe do południowo-zachodniego Konga; zakres wysokości: poniżej 500 m n.p.m.          | DC: 9,9–14,3 cm DO: 10–16,5 cm MC: 40–61 g       | LC          |
|         | Praomys morio     | (Trouessart, 1881)                        | pramyszówka miękkowłosa | gatunek monotypowy | wulkan Kamerun (zachodni Kamerun) i Bioko (Gwinea Równikowa); zakres wysokości: powyżej 1000 m n.p.m.                                                                                            | DC: 10–13 cm DO: 11–14,7 cm MC: 27–62 g          | EN          |
|         | Praomys hartwigi  | Eisentraut, 1968                          | pramyszówka kameruńska  | gatunek monotypowy | endemit Kamerunu: góry Bamenda (góry Oku i Manengouba); zakres wysokości: 2700–2900 m n.p.m. | DC: 11,5–13,4 cm DO: 15,2–17,3 cm MC: 44–70 g    | VU          |
|         | Praomys obscurus  | Hutterer & Dieterlen, 1992                | pramyszówka stokowa     | gatunek monotypowy | endemit Nigerii: góry Gotel; zakres wysokości: 1900–2300 m n.p.m. | DC: 10,8–13,7 cm DO: 14,9–17,4 cm MC: 34–60 g    | EN          |

Kategorie IUCN:  LC  – gatunek najmniejszej troski,  NT  – gatunek bliski zagrożenia,  VU  – gatunek narażony,  EN  – gatunek zagrożony,  DD  – gatunki o nieokreślonym stopniu zagrożenia.
Opisano również gatunki wymarłe z plejstocenu:
- Praomys abdallahi Jaeger, 1975[13] (Maroko)
- Praomys darelbeidae Geraads, 1994[14] (Maroko)
- Praomys eghrisae Jaeger, 1975[13] (Algieria)
- Praomys pomeli Jaeger, 1975[13] (Algieria)
- Praomys skouri Jaeger, 1975[13] (Maroko)